# Saint-Clair-sur-Epte
Saint-Clair-sur-Epte là một xã ở tỉnh Val-d’Oise, thuộc vùng Île-de-France ở miền bắc nước Pháp.